# Newcastlesjuka
Newcastlesjuka är en mycket smittsam virussjukdom som drabbar domesticerade och vilda fågelarter. Sjukdomen upptäcktes första gången i Europa i Newcastle upon Tyne, Storbritannien 1927. Den finns i dag i större delen av världen. Newcastlesjuka kan vara dödlig för fågeldjur men är i stort sett ofarlig för människor. I Sverige omfattas sjukdomen av epizootilagstiftningen.